# Kai Meyer
Pour les articles homonymes, voir Meyer.
Kai Meyer, né le 23 juillet 1969 à Lübeck (Allemagne), est un écrivain, journaliste et scénariste allemand.

## Biographie
Kai Meyer, né à Lübeck (Schleswig-Holstein) en 1969, grandit en Rhénanie. Après l'obtention de son diplôme en 1988 au Franken-Gymnasium à Zülpich, il étudie le cinéma, le théâtre et la philosophie et également est bénévole dans un journal quotidien.
Après plusieurs années en tant que journaliste — notamment au tabloïd de Cologne Express et en tant que critique de cinéma au HOWL-Magazins —, Meyer est un écrivain free-lance depuis 1995. Il publie son premier livre à l'âge de 24 ans et, depuis, il a écrit plus de cinquante romans pour adultes et adolescents ainsi que plusieurs bandes dessinées, des scénarios et des pièces radiophoniques. Cinq de ses romans ont été initialement publiés sous le pseudonyme "Alexander Nix", mais sont maintenant publiés sous son nom réel. Selon les conceptions de Kai Meyer, l'Américain James A. Owen a écrit une série intitulée Kai Meyers Mythenwelt.
Les œuvres les plus réputées de Meyer incluent la trilogie Merle und die Fließende Königin, dont le premier volume a été nommé en 2003 pour le Deutscher Bücherpreis. De plus, il a reçu pour son Frostfeuer le CORINE dans la catégorie « Meilleur livre pour enfants et adolescents ». En 2012, la deuxième édition du prix Vincent lui a été décernée en tant que meilleur roman d'horreur. Les romans Asche & Phönix et Die Seiten der Welt ont été récompensés par le prix du fantastique Seraph comme « Meilleurs livres ».
Le réalisateur Dominik Graf a filmé en 2007 le roman de Meyer Das Gelübde, roman basé sur la vie de l'écrivain Clemens Brentano et dont une version théâtrale a été créée à Coblence à l'été 2013.
Les ouvrages de Kai Meyer ont été traduits dans plus de trente langues.